# Головницька сільська рада
Головни́цька сільська́ ра́да — орган місцевого самоврядування в Корецькому районі Рівненської області. Адміністративний центр — село Головниця.

## Загальні відомості
- Головницька сільська рада утворена в 1946 році.
- Територія ради: 35,086 км²
- Населення ради: 1 821 особа (станом на 2001 рік)

## Населені пункти
Сільській раді підпорядковані населені пункти:
- с. Головниця
- с. Забара
- с. Калинівка

## Склад ради
Рада складається з 20 депутатів та голови.
- Голова ради: Омельчук Наталія Петрівна
- Секретар ради: Турович Лариса Іванівна

### Керівний склад попередніх скликань
| Прізвище, ім'я, по батькові | Основні відомості                                                                     | Дата обрання | Дата звільнення |
| --------------------------- | ------------------------------------------------------------------------------------- | ------------ | --------------- |
| Бецан Михайло Євгенович     | Сільський голова, 1976 року народження, освіта вища, член Української Народної Партії | 26.03.2006   | 31.10.2010      |
| Бецан Михайло Євгенович     | Сільський голова, 1976 року народження, освіта вища, член Української Народної Партії | 31.10.2010   |                 |
| Омельчук Наталія Петрівна   | Сільський голова, 1971 року народження, освіта середня спеціальна, позапартійна       | 17.11.2015   |                 |

Примітка: таблиця складена за даними сайту Верховної Ради України